# Florian Flecker
Florian Flecker (* 29. Oktober 1995 in Voitsberg) ist ein österreichischer Fußballspieler.

## Karriere

### Karrierebeginn in Kapfenberg
Flecker begann seine Karriere beim SVU Murau. 2010 wechselte er in die Akademie der Kapfenberger SV. Ab der Saison 2012/13 spielte er für die Drittmannschaft der KSV, dem ASC Rapid Kapfenberg, in der fünftklassigen Oberliga. Im August 2014 debütierte er für die Zweitmannschaft von Kapfenberg in der Landesliga, als er am ersten Spieltag der Saison 2014/15 gegen den SV Anger in der Startelf stand. Im Oktober 2014 erzielte er bei einem 3:0-Sieg gegen den ASK Voitsberg sein erstes Tor in der vierthöchsten Spielklasse. Im Mai 2015 stand er gegen den SC Austria Lustenau erstmals im Kader der Profis von Kapfenberg, kam jedoch zu keinem Einsatz.
Im Juli 2015 debütierte er schließlich in der zweiten Liga, als er am zweiten Spieltag der Saison 2015/16 gegen Lustenau in der 81. Minute für João Victor eingewechselt wurde. Im August 2015 stand er am fünften Spieltag gegen den SKN St. Pölten erstmals in der Startelf der Steirer, ehe er in der Halbzeitpause durch Gerald Nutz ersetzt wurde. Im März 2016 erzielte er bei einem 2:1-Sieg gegen den FC Liefering sein erstes Tor in der zweithöchsten Spielklasse. In seiner ersten Saison als Profi kam er zu 31 Zweitligaeinsätzen, in denen er drei Tore erzielte. In der darauffolgenden Saison 2016/17 kam er in 35 Spielen zum Einsatz und erzielte dabei sieben Tore. Lediglich am 34. Spieltag fehlte er gegen den LASK gesperrt.

### Erste Schritte in der Bundesliga
Zur Saison 2017/18 wechselte er zum Bundesligisten Wolfsberger AC, bei dem er einen bis Juni 2019 laufenden Vertrag erhielt. Im Juli 2017 debütierte er für die Kärntner in der Bundesliga, als er am ersten Spieltag jener Saison gegen den FC Red Bull Salzburg in der 70. Minute für Mario Leitgeb eingewechselt wurde. Am darauffolgenden Spieltag stand er gegen die SV Mattersburg erstmals in der Startaufstellung. Sein einziges Tor in der Bundesliga für den WAC erzielte er bei einer 5:1-Niederlage gegen Mattersburg im Dezember 2017. In seiner ersten Saison in der Bundesliga absolvierte er 31 Spiele.
Zur Saison 2018/19 wechselte er, trotz eines laufenden Vertrages beim WAC, ablösefrei zum Aufsteiger TSV Hartberg. Sein Vertrag bei Hartberg lief bis Saisonende. Für Hartberg kam er in jener Spielzeit in allen 32 Spielen zum Einsatz und erzielte dabei sieben Tore. Mit den Steirern konnte er am letzten Spieltag den Klassenerhalt fixieren.

### Wechsel in die deutsche Bundesliga
Nach dem Auslaufen seines Vertrages bei Hartberg wechselte Flecker zur Saison 2019/20 nach Deutschland zum Bundesligaaufsteiger 1. FC Union Berlin, bei dem er einen bis Juni 2021 laufenden Vertrag erhielt. In seiner ersten Saison beim Hauptstadtklub spielte er kaum eine Rolle und kam zu keinem Einsatz; während der gesamten Saison stand er nur sechs Mal im Spieltagskader. Zur Saison 2020/21 wechselte er zum Zweitligaaufsteiger Würzburger Kickers, bei dem er einen bis Juni 2022 laufenden Vertrag erhielt. Allerdings konnte er sich auch in Würzburg nicht durchsetzen, für die Bayern kam er zu neun Einsätzen in der 2. Bundesliga.

### Rückkehr nach Österreich
Daher kehrte Flecker im Februar 2021 zum TSV Hartberg zurück, bei dem er einen bis Juni 2022 laufenden Vertrag erhielt. Für die Steirer kam er bis zum Ende der Saison 2020/21 zu 14 Bundesligaeinsätzen, in denen er drei Tore erzielte. Zur Saison 2021/22 wechselte er innerhalb der Bundesliga zum LASK, bei dem er einen bis Juni 2024 laufenden Vertrag erhielt.